# Work with Me, Annie
Singles de The Midnighters
That's It (The Royals)
(octobre 1953) Sexy Ways
(mai 1954)
Work with Me, Annie est est une chanson de doo-wop / rhythm and blues, écrite et composée par Hank Ballard et enregistrée par Hank Ballard & the Midnighters (anciennement The Royals) en 1954. 
Le succès de cette chanson aux paroles à double sens engendre une séries de suites sur le même thème, et parfois la même mélodie.
Work with Me, Annie est considéré comme l'un des disques fondateurs du rock 'n' roll et  fait partie de la liste des « 500 chansons qui ont façonné le rock and roll » du Rock and Roll Hall of Fame.

## Historique
Hank Ballard est un fan de Sixty Minute Man interprété par The Dominoes en 1951, une chanson explicitement sexuelle. Il écrit alors sa propre chanson de débauche, sur une structure de blues à 12 mesures. Elle est enregistrée par Hank Ballard et son groupe, qui s'appelle encore The Royals, à Cincinnati le 14 juin 1954. Ils changent de nom quand le disque sort le mois suivant sur le label Federal Records, pour s'appeler The Midnighters. Cependant, les premiers pressages sont encore publiés le nom The Royals.
La chanson s'appelle d'abord Sock It To Me Mary, mais le producteur Ralph Bass trouve les paroles trop crues et demande à Hank de les modifier. Hank s'inspire alors du prénom de l'épouse de l'ingénieur du son Eddie Smith qui, enceinte, entre dans le studio à ce moment-là, pour écrire Work With Me Annie. Les paroles, toujours salaces, sont plus suggestives qu'explicites.
Avec sa mélodie forte et son rythme distinctif, la structure de la chanson anticipe le style rock 'n' roll et est suffisamment flexible pour pouvoir être utilisée plus tard avec des mots entièrement différents. Jim Dawson et Steve Propes, dans leur ouvrage What Was the First Rock 'N' Roll Record?, citent Work with Me, Annie comme l'un des disques fondateurs du rock 'n' roll, pour « le jeu de guitare d'Arthur Porter, la basse électrique d'Alonza Tucker et le piano boogie de Sonny Thompson ». La voix de baryton d'Hank Ballard s'accompagne de cris excités, soutenus par les « ah-hoo ah-hoo » suggestifs du groupe.
La Commission fédérale des communications (FCC) s'oppose immédiatement à sa diffusion en raison de ses paroles jugées ouvertement sexuelles, paroles qui sont désormais écoutées par un public d'adolescents blancs en plus de l'habituel public afro-américain. Mais le disque est si demandé et reçoit tant de publicité que les tentatives de le restreindre échouent. Le disque atteint le no 1 des charts R&B et y reste pendant sept semaines ; il se vend à un million d'exemplaires.

### Les suites
Work With Me, Annie est le premier d'une série de disques relatifs à « Annie ». Etta James en fait une parodie : The Wallflower, populairement connue sous le nom de Roll with Me, Henry. Ce morceau a la même mélodie que Work with Me, Annie. Il est repris de façon édulcorée par la chanteuse blanche Georgia Gibbs (Dance With Me Henry) qui en fait un no 13 dans le palmarès pop, vendu à plus d'un million d'exemplaires.
Les Midnighters lui répondent avec Annie Had a Baby sortie en août (écrite par Lois Mann et Henry Glover), Annie Pulled a Humbug et Annie's Aunt Fanny (octobre), vendus eux aussi à plus d'un million d'exemplaires.  Ils sont tous interdits de diffusion à la radio par la FCC. Le succès de ces enregistrements stimule la pratique d'enregistrer des disques à double sens et des chansons de réponse. La mélodie de Work with Me, Annie est recyclée à nouveau par les Midnighters pour la chanson Henry's Got Flat Feet (Can't Dance No More).
L'histoire d'Annie est également déclinée par d'autres artistes tout au long de l'année 1954 : Annie's Answer par The El-Dorados, My Name Ain't Annie par Linda Hayes & The Platters, I'm the Father of Annie's Baby par Danny Taylor et Annie Picked the Bucket par The Nu-Tones.

## Personnel
- Hank Ballard : chant (baryton)
- Charles Sutton : chant (baryton)
- Henry Booth : chant (ténor)
- Ardra "Sonny" Woods : chant (basse)
- Arthur Porter : guitare électrique
- Alonza Tucker : guitare basse
- Sonny Thompson : piano

## Classements

### Hebdomadaires
| Palmarès États-Unis (1954)                | Meilleure position |
| ----------------------------------------- | ------------------ |
| Billboard - R&B Best Sellers in Stores    | 1                  |
| Billboard - R&B Most Played in Juke Boxes | 1                  |
| Cash Box - Top 15 R&B                     | 1                  |

### Fin d'année
| Palmarès États-Unis (1954)                   | Meilleure position |
| -------------------------------------------- | ------------------ |
| Billboard - Top R&B Records… Retail Sales    | 1                  |
| Billboard - Top R&B Records… Juke Boxe Plays | 2                  |

## Reprises
La chanson, ainsi que ses successeurs, est reprise par différents artistes.
- 1955 : Chet Atkins (The Wallflower : Dance with Me, Henry) en version instrumentale, sur l'EP Pickin' the Hits.
- 1959 : The Platters (Dance with Me, Henry) dans l'émission télévisée The Ed Sullivan Show.
- 1960 : Chubby Checker (Dance with Me, Henry) sur son album For Twisters Only.
- 1962 :
  - Bill Black's Combo (instrumental) sur l'album Movin'.
  - Jo Ann Campbell (Dance with Me Henry) sur son album For Twistin' and Listenin'.
  - Paul Revere and the Raiders sur leur album homonyme.
- 1967 : P. J. Proby en face B du single You Can't Come Home Again.
- 1970 : Frank Zappa, medley inédit Work With Me Annie/Annie Had a Baby, avec le violoniste Don “Sugarcane” Harris au chant, paru en 2023 sur l'album posthume Funky Nothingness[13].
- 1972 : Ike and Tina Turner (Annie Had a Baby) sur Let Me Touch Your Mind.
- 1973 : Dave Van Ronk sur l'album Songs for Ageing Children.
- 1977 : Ray Stevens dans un medley intitulé Banned in Boston Trilogy, regroupant Sixty Minute Man, Work with Me, Annie et Annie Had a Baby, sur son album There Is Something on Your Mind.
- 1986 : Johnny Otis (Roll with Me Henry) sur Otisology.
- 1989 : Christine McVie and Friends (Roll with Me Henry) sur la compilation Rock, Rhythm & Blues.
- 1999 : Snooky Pryor sur l'album Shake My Hand.
- 2002 : Sue Foley sur Where the Action Is...
- 2013 : Aaron Neville sur My True Story.

La chanteuse Birthe Wilke, accompagnée par l'orchestre d'Arne Lamberth, enregistre une version en danois intitulée Dans med mig Henry, publiée en 1955 sur l'EP Birthe Wilke.

## Utilisation dans les médias
Work with Me, Annie et ses adaptations, sont utilisées dans plusieurs films et séries.
The Wallflower (Roll with Me, Henry) d'Etta James est présente notamment dans les films Retour vers le futur en 1985, The Delinquents en 1989 (avec Kylie Minogue) et Sister Act en 1992. Dance with Me, Henry est le titre du dernier film  d'Abbott et Costello en 1956 (intitulé Deux Nigauds dans le pétrin en France), dans lequel est interprétée la chanson.
Annie Had a Baby figure dans Liberty Heights en 1999 et Henry's Got Flat Feet se trouve dans Ken Park en 2002.